# إيلان ميسيلر
إيلان ستيفان ميسيلر (بالفرنسية: Illan Stéphane Meslier)‏ (مواليد 2 مارس 2000 في لوريان، فرنسا) هو لاعب كرة قدم فرنسي يلعب مع نادي ليدز يونايتد في الدوري الإنجليزي الممتاز في مركز حراسة المرمى.

## روابط خارجية
- إيلان ميسيلر على موقع الاتحاد الأوربي (الإنجليزية)
- إيلان ميسيلر على موقع رابطة كرة القدم الفرنسية للمحترفين (الإنجليزية)
- إيلان ميسيلر على موقع إي إس بي إن إف سي (الإنجليزية)
- إيلان ميسيلر على موقع قاعدة بيانات كرة القدم.إي يو (الإنجليزية)
- إيلان ميسيلر على موقع ليكيب (الفرنسية)
- إيلان ميسيلر على موقع Soccerbase.com (لاعب) (الإنجليزية)
- إيلان ميسيلر على موقع Soccerway.com (الإنجليزية)
- إيلان ميسيلر على موقع عالم كرة القدم.نت (الإنجليزية)